# Krazy (Pitbull)
Krazy è un brano musicale del cantante statunitense hip hop Pitbull, e vede anche la partecipazione di Lil Jon. È il primo singolo tratto dal suo album Rebelution.
La canzone ha raggiunto la 30ª posizione di Billboard Hot 100.

## Tracce

### Download digitale
1. "Krazy" (featuring Lil Jon) - 3:48

### Download digitale (versione in [spagnolo)
1. "Krazy" (Spanish Version) (featuring Lil Jon) - 3:48

## Il video
Il video della canzone è uscito su Yahoo! Music. Hanno anche fatto dei camei Fat Joe, Rick Ross, Hurricane Chris e LMFAO. Krazy è stato visualizzato più di 10 milioni di volte sul canale ufficiale del rapper su YouTube.

## Classifiche
| Classifiche (2008)                                | Posizione più alta |
| ------------------------------------------------- | ------------------ |
| Australia                                         | 38                 |
| Svizzera                                          | 59                 |
| U.S. Billboard Hot 100                            | 30                 |
| U.S. Billboard Bubbling Under R&B/Hip-Hop Singles | 18                 |
| U.S. Billboard Hot Rap Tracks                     | 11                 |
| U.S. Billboard Pop 100                            | 36                 |
| Billboard Canadian Hot 100                        | 70                 |